# Matilda Châtillonska
Matilda Châtillonska (francuski Mahaut; 1293. – 3. listopada 1358.) bila je francuska plemkinja, kći Guya IV., grofa Saint-Pola i Marije Bretonske.

## Život
Matilda, Guyeva kći, udala se 1308. god. za grofa Karla, koji je vladao Valoisom. Karlo je bio sin kralja Filipa III. Smjelog i mlađi brat kralja Filipa IV. Lijepog. Nakon smrti svoje druge supruge, Karlo se oženio Matildom.
Ovo su Matildina i Karlova djeca:
- Marija Valois, vojvotkinja Kalabrije
- Izabela Valois, supruga Petra I. Burbonskog
- Blanka Valois
- Luj

Matilda je nadživjela muža i umrla u dobi od 65 godina, nadživjevši troje djece. 